# Yasha (Manga)
Yasha (japanisch 夜叉) ist eine Mangaserie von Akimi Yoshida, die von 1996 bis 2002 in Japan erschien. Sie wurde in mehrere Sprachen übersetzt und 2000 als Fernsehserie adaptiert.

## Inhalt
Der zwölfjährige Sei Arisue lebt mit seiner Mutter Hisako auf der Insel Ogami in Okinawa. Der Junge ist sehr intelligent, doch seine Mutter hält das vor ihrem Umfeld geheim. Sie machen die Fähigkeiten ihres Sohnes misstrauisch, doch ärztliche Untersuchungen ergeben keine Besonderheiten. Doch eines Tages werden sie von bewaffneten Männern überfallen. Seine Mutter wird im Kampf vor Seis Augen erschossen und der Junge nach Amerika entführt. Dort wächst er im Labor des Pharmakonzerns Neo Genesis auf. Er wird hier untersucht, betreut von Dr. Clarice Schreiber, und die Firma hat es auf seine Fähigkeiten abgesehen, zu denen neben der Intelligenz auch ein verbessertes Gehör zählt. Neo Genesis war es auch, die Sei als Ergebnis eines genetischen Experiments erschaffen haben. Schließlich kann er nach sechs Jahren mit der Hilfe von Dr. Ryan, einem der Gründer der Firma und inzwischen väterlicher Freund Seis, nach Japan zurückzukehren.
In Japan trifft Sei seine besten Freunde Toichi Nagae und seinen Bruder Moichi wieder. Sie machen ihm bewusst, wie sehr seine Intelligenz und seine anderen Fähigkeiten ihn von ihnen unterscheiden. Und er macht sich Sorgen, dass Neo Genesis sie als Geisel nimmt, falls er zurückkehren soll. Schließlich trifft Sei auf Lin Amemiya, der ihm zum Verwechseln ähnlich sieht. Auch er ist ein Ergebnis des Genexperiments von Neo Genesis und beide entstammen derselben Eizelle. Doch während Lin seinen neuen Zwilling nah sein will, entscheidet sich Neo Genesis, Sei mit Gewalt nach Amerika zurückzuholen.

## Veröffentlichungen
Der Manga erschien zunächst ab Juli 1996 in Einzelkapiteln im Magazin Betsucomi bei Shogakukan. Im Mai 2002 wurde die Serie dort beendet und im Juni im Gekkan Flowers fortgesetzt, ehe sie im August 2002 abgeschlossen wurde. Die Kapitel erschienen auch gesammelt in zwölf Bänden, später in einer Neuauflage in sechs Bänden. 2001 erhielt der Manga den Shōgakukan-Manga-Preis in der Kategorie „Shōjo“. Bei Planet Manga wurde von Juli 2023 bis Mai 2024 eine deutsche Übersetzung von Benjamin Rusch mit allen sechs Bänden veröffentlicht. Der gleiche Verlag bringt die Serie auch in Italien heraus.
Von Juli 2003 bis Oktober 2005 wurde im Gekkan Flowers eine Fortsetzung unter dem Titel Eve no Nemuri (イヴの眠り) veröffentlicht. Sie wurde auch in fünf Sammelbänden herausgegeben und 2006 für den Osamu-Tezuka-Kulturpreis nominiert.

## Fernsehserie
Unter der Regie von Yūichi Abe, Shimako Sato und Kunihiko Yamamoto entstand eine Adaption des Mangas als Fernsehserie mit elf Folgen. Die Drehbücher schrieben Masaki Fukasawa, Shimako Sato und Junki Takegami, die Musik komponierte Yutaka Fukuoka und als Produzent fungierte Kōtarō Takahashi. Die Serie wurde ab dem 21. April 2000 von TV Asahi ausgestrahlt.